# Jag, robot
Jag, robot (originaltitel I, Robot) är en bok med nio stycken noveller, av Isaac Asimov från 1950. Ett genomgående tema är robotikens lagar. Boken kom 1954 ut i svensk översättning av Sven Elmgren och Harry Östlund. 2004 utkom en nyöversättning av Fredrik Liungman.

## Bokens noveller
Novellerna i boken är:
- Robbie
En flicka blir förtvivlad då hennes barnskötarrobot försvinner från hemmet.
- Den onda cirkeln (Runaround). Även översatt med namnet "Karusell".
Powell, Donovan och robot SPD-13 (kallad "Speedy") skickas till Merkurius för att återstarta en övergiven gruvstation.
- Logik (Reason). Även översatt som "Förnuft".
Powell och Donovan arbetar på en rymdstation som dirigerar energistrålar till jorden, de får stora problem med roboten QT1, kallad "Cutie".
- Fånga kaninen först (Catch that Rabbit). Även översatt som "Att fånga kaninen".
Powell och Donovan får bekymmer med roboten DV-5 (Dave) och hans sex underlydande robotar.
- Lögnare! (Liar!). Även översatt som "En lögnare".
Susan Calvin kommer i kontakt med den tankeläsande roboten RB-34 (Herbie).
- Lilla försvunna robot (Little Lost Robot). Även översatt som "Förlorad robot".
Susan Calvin kallas till Hyperbasen för att reda ut vilken av 63 identiska robotar som är den försvunne robot NS-2 (Nestor).
- Hoppet (Escape!). Även översatt som "Flykt".
US Robots försöker hitta ett sätt att bygga en hyperrymdmotor, och Hjärnan konstruerar ett mystiskt rymdskepp som Powell och Donovan går ombord på.
- Beviset (Evidence). Även översatt som "Bevis".
Stephen Byerley kandiderar som borgmästare i New York, och anklagas för att vara en robot.
- Den undvikliga konflikten (The Evitable Conflict). Även översatt som "Konflikten som kunde undvikas".
Störningar inträffar i det datornät som styr hela världens industri och infrastruktur, Susan Calvin hjälper till med att reda ut orsaken.

## Hollywoodfilmen
Filmen I, Robot från 2004 med Will Smith i huvudrollen delar bara namn och tema med boken. Ursprungligen skulle filmen heta Hardwired men skrevs om när filmbolaget fick filmrättigheterna till Asimovs robotromaner.